# Mika Haruna
Mika Haruna –en japonés, 春名美佳, Haruna Mika– (14 de junio de 1978) es una deportista japonesa que compitió en natación.
Ganó dos medallas de plata en el Campeonato Pan-Pacífico de Natación, en los años 1993 y 1995.
Participó en dos Juegos Olímpicos de Verano, ocupando el cuarto lugar en Barcelona 1992 y el séptimo en Atlanta 1996, en la prueba de 200 m mariposa.

## Palmarés internacional
| Campeonato Pan-Pacífico | Campeonato Pan-Pacífico  | Campeonato Pan-Pacífico | Campeonato Pan-Pacífico |
| Año                     | Lugar                    | Medalla                 | Prueba                  |
| ----------------------- | ------------------------ | ----------------------- | ----------------------- |
| 1993                    | Kobe (Japón)             | Medalla de plata        | 200 m mariposa          |
| 1995                    | Atlanta (Estados Unidos) | Medalla de plata        | 200 m mariposa          |